# Bocht van Bath
De Bocht van Bath, ook Nauw van Bath, is een vaargeul waar de rivier de Schelde overgegaan is in de Westerschelde. Het water ligt in de gemeente Reimerswaal in de Nederlandse provincie Zeeland. Deze tak van de waterstroom was sinds de Belgische Revolutie tussen België en Nederland betwist gebied. De bocht, genaamd naar het dichtbij gelegen Bath, werd in 1919 deel van een gedemilitariseerde zone.
Het hoofdvaarwater is aangeduid als CEMT-klasse VIc (duwkonvooi met 3×2 bakken naast elkaar, 270 ×  22,8 meter) en wordt gebruikt door zeeschepen, binnenvaart en pleziervaart, en is maar ongeveer 300 meter breed. Zuid van het Nauw van Bath loopt de betonde nevengeul Schaar van de Noord, waar de minder diep stekende schepen (lees binnenvaart en pleziervaart) gebruik van kunnen maken. 
De Bocht van Bath wordt gezien als een moeilijk bevaarbare 'flessenhals' voor zwaar beladen zeeschepen. Vanaf de dijk bij Bath zijn de dichtbij varende schepen te aanschouwen.
Op maandag 14 augustus 2017 strandde het containerschip Jupiter van China Shipping Line (CSCL) juist buiten de vaargeul waardoor deze gedurende enige tijd gestremd was. In de loop van de avond omstreeks 21:00 uur (plaatselijk hoogwater) werd het schip vlotgetrokken door twaalf sleepboten en is het naar Antwerpen teruggevaren.
Op 20 september 2017 liep een Duitse tanker onderweg naar Rusland vast in de Bocht van Bath.

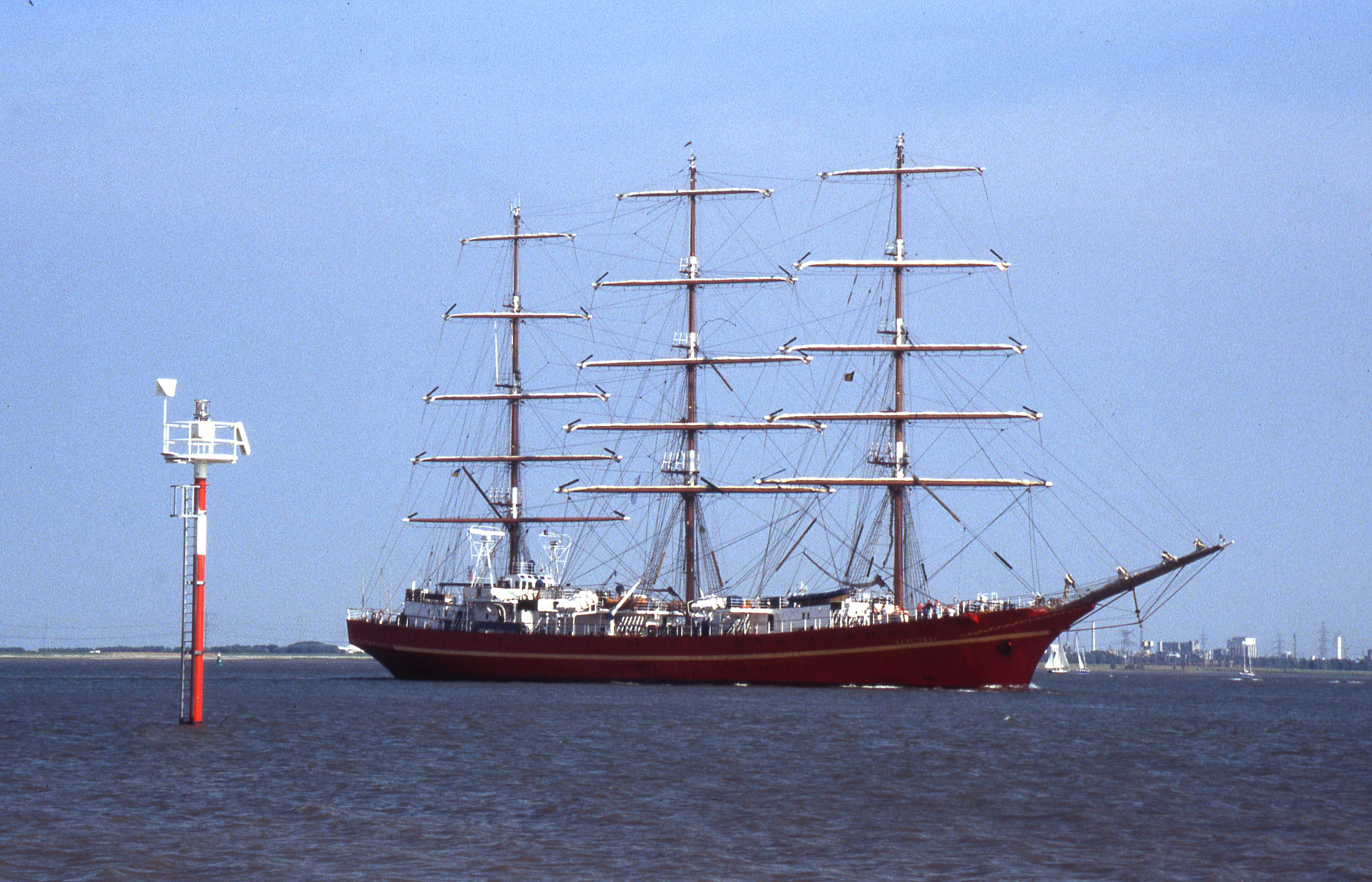
Tallship tijdens Sail Antwerpen 2004